# 魏克己
魏克己（?—?），又作魏归仁，唐朝定州鼓城县（今河北省晋州市）人，隋朝著作郎魏澹之孙。

## 生平
魏克己有词学，世为山东士族。唐高宗末年为吏部侍郎，曾经提携年轻时的张说。弘道元年（683年）十二月，因为选官被批评，次年春，被贬为太子中允，由邓玄挺取代他，后出为同州刺史。魏克己注《孝经》一卷，续祖父的《魏书》十志15卷。

## 女儿
魏氏，在《旧唐书·列女传》有传。她善写文章，嫁给宋庭瑜。宋庭瑜贬为涪州别驾。魏氏随夫上任，途中作《南征赋》以叙志，文词典美。宋庭瑜担任庆州都督。魏氏写信给中书令张说，叙亡父魏克己往昔之事，抄录《南征赋》寄给张说。张说叹道：“曹大家《东征》之流也。”宋庭瑜上任广州途中病故。魏氏十几天后也去世，时人没有不伤感的。